# ロイヤル・アスレチック・パーク
ロイヤル・アスレチック・パーク（英語：Royal Athletic Park）は、カナダのビクトリアにあるナイター完備の多目的スタジアムである。第一義的には、サッカー、ソフトボール、カナディアンフットボールに使用されるが、イベントにも使用される。
土地は1925年にビクトリア市が購入した。大火事があり、その後1967年に再建した。
現在、カナディアン・ジュニア・フットボール・リーグ（Canadian Junior Football League）のビクトリア・リベルズと、ビクトリア・ユナイテッド・フットボール・クラブがホームスタジアムとしている。以前、野球のマイナーリーグチーム、ビクトリア・キャピタルズ（Victoria Capitals）も使用していた。
設定とイベントによるが、4,247の固定席がある。2007 FIFA U-20ワールドカップ後、9,247席になる予定となっている。.
2007年7月1日から7月11日まで、ロイヤル・アスレチック・パークは、2007 FIFA U-20ワールドカップにおける7試合の会場となっている。グループF 5試合とグループB 1試合、ベスト16の1試合が開催される。大会のために仮設席が増設され、大会期間中の収容人数は14,500人となっている。